# Chiesa di Ognissanti (Valenzano)
La chiesa di Ognissanti di Cuti è una chiesa situata nella cittadina di Valenzano, nella città metropolitana di Bari, considerata come una dei più importanti edifici religiosi della provincia, che è quanto resta di un edificio monastico del secolo XI. Si trova a circa un chilometro dal centro abitato. Sin dall'XI secolo dipende dal capitolo di San Nicola, a Bari.

## Storia
Secondo alcuni studiosi, il monastero di Ognissanti e la sua chiesa furono eretti sul luogo ove precedentemente sorgeva un pantheon dedicato a tutti i Numi; altri affermano invece che in quel luogo sorgeva sì un altro edificio, ma che esso era una chiesetta minore con due navate. L'abbazia fu costruita tra il 1061 e il 1078 dall'abate Eustasio, e comprendeva, oltre alla chiesa, anche vari edifici monastici, campi coltivati e vigneti. L'importanza religiosa della comunità benedettina di Ognissanti fu significativa sin dalle origini: nel 1112 Eustasio venne infatti nominato successore dell'abate Elia quale rettore della basilica di San Nicola e ricoprì tale carica fino alla morte, nel 1123. Contemporaneamente, crebbe anche la rilevanza economica dell'abbazia, che assunse un'organizzazione paragonabile a quella di una curtis.
Di pari passo con la crescita dell'influenza economica e religiosa di Ognissanti, si ebbe una serie di scontri diplomatici con la curia di Bari. Essi si risolsero solo nel 1295 con la bolla di papa Bonifacio VIII che decretò l'annessione del monastero alla basilica nicolaiana. Nel '300 gli abati persero così la proprietà delle terre dell'abbazia, la quale continuò a rivelarsi una proficua fonte di coltivazione, come dimostrato da una serie di documenti compresi tra il 1320 e il 1327 che attestano le ingenti produzioni nel campo dell'olivo delle terre del monastero.
Fu in questo periodo che la Curia di Bari promosse l'istituzione di una fiera agricola nel territorio monastico dell'abbazia. La fiera di "Tutti i Santi" fu meta di mercanti provenienti dalla Terra d'Otranto, dalla Basilicata e dalla Capitanata, ma fu anche oggetto di contesa fra il Capitolo di San Nicola e l'amministrazione locale di Valenzano, che non detenendo la proprietà dell'Abbazia non poteva usufruire dei ricavi della fiera. Il cenobio della chiesa, in decadenza da secoli, venne soppresso nel XVI secolo e gli edifici monastici, in cattive condizioni da tempo, abbattuti circa cento anni dopo.
La fiera fu trasferita ufficialmente nel sobborgo di Valenzano nel 1811, mentre la chiesa veniva definitivamente chiusa e abbandonata. Essa è stata solo recentemente riaperta al pubblico nei giorni festivi ed è attualmente sede di numerose iniziative culturali e sportive durante la primavera e l'estate.

## Caratteristiche

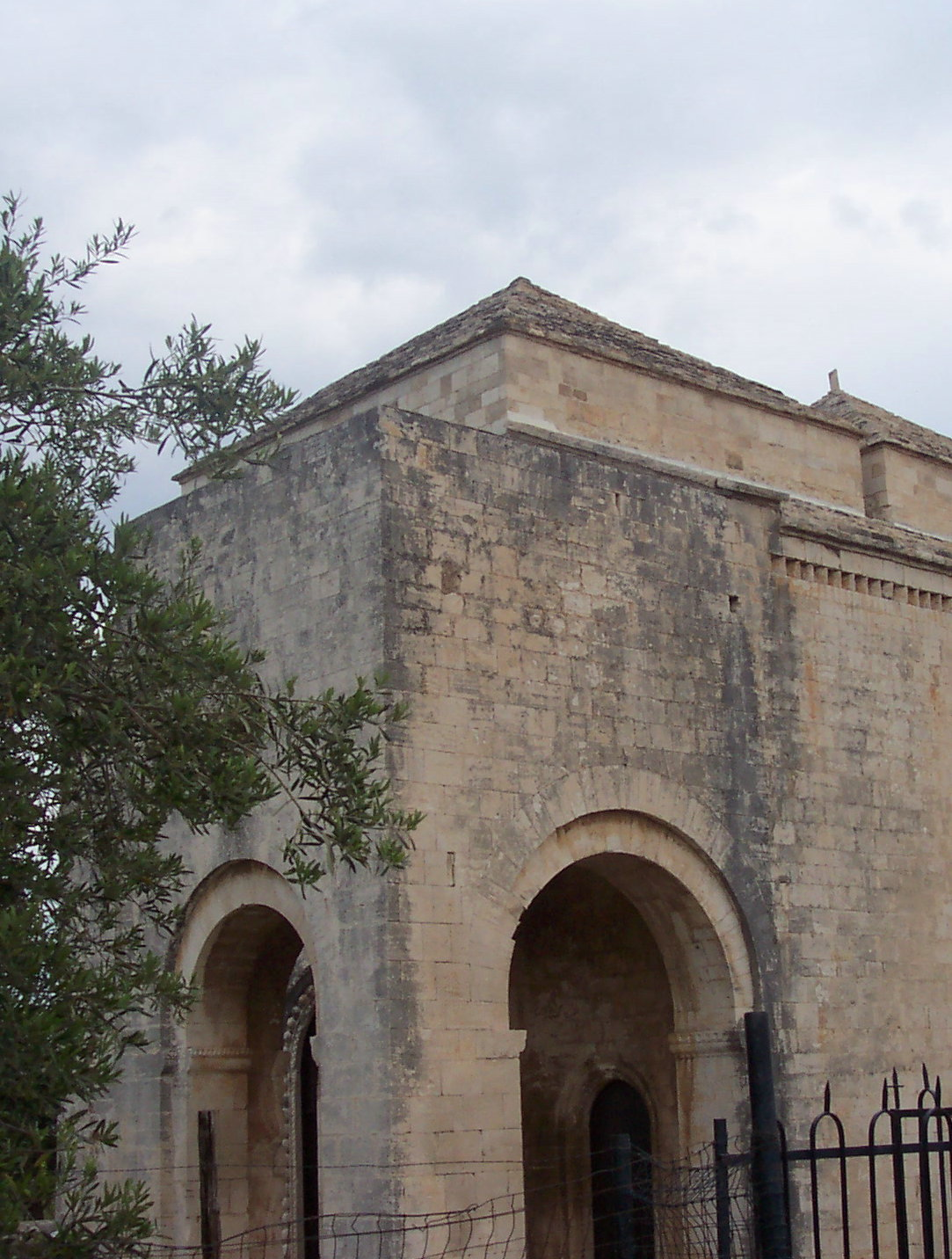
Veduta frontale con il portico esterno.

La chiesa di Ognissanti di Cuti (18,45 m per 12,65 m) è uno dei pochi esempi di architettura romanica pugliese a noi pervenuti senza sostanziali modifiche posteriori. Si tratta di una chiesa a sala con cupole in asse, particolarmente diffuse in Puglia a partire dal VII secolo; l'esterno presenta una semplice facciata a capanna con una copertura a tetto munita di tre cupole in asse in corrispondenza della navata centrale, delle quali la centrale risulta più alta e larga. Le cupole sono realizzate alla stessa maniera dei trulli. L'esterno presenta inoltre un portico incompleto (o forse demolito in epoca recente) su un fianco. L'interno è invece scandito in tre navate con copertura a mezza botte; degli arredi originari e dei paramenti liturgici non è pervenuto quasi nulla. Il monastero era affiancato da due chiostri, alle cui spalle sorgeva un edificio rettangolare; tutto intorno si estendevano gli orti di pertinenza del monastero, con la presenza di un pozzo e di un palmento. L'intero complesso era difeso da una cinta muraria; alle due estremità del portico si ergevano due campanili, e attorno a tutto c'erano le abitazioni dei monaci e dagli edifici utili ai benedettini.
Di questi elementi oggi non rimane quasi nulla, e la chiesa si eleva isolata nel mezzo della campagna valenzanese.
Il monastero la cinta muraria e le costruzioni che erano annesse alla chiesa non sono più presenti poiché i materiali delle varie costruzioni, ormai inutilizzate, vennero usati per costruire la vicina Reale Basilica Pontificia Minore dedicata a Maria santissima del Pozzo e il convento, ad essa annesso, siti nella comunità di Capurso.